# 劉政 (河間王)
劉政（りゅう せい、生年不詳 - 141年）は、後漢の皇族。河間恵王。

## 経歴
河間孝王劉開の子として生まれた。131年（永建6年）、劉開が死去すると、劉政が河間王の封を嗣いだ。劉政は傲慢はなはだしく、法やきまりを守ろうとしなかった。順帝は侍御史の沈景が能力の高いことで知られていたことから、抜擢して河間国の相とした。
沈景が河間国に赴任すると、劉政は服を正さず、殿上で両足を前へ投げ出して座っていた。侍郎が拝礼の呼びかけをしたが、沈景は立ったまま拝礼しなかった。沈景が王の所在を問うと、虎賁は「これが王ではないか」と答えた。沈景は「王が正装の服を着ないで、常人と何を区別するのか。いま相が王に拝謁するのに、どうして礼無くして謁することがあろうか」と一喝した。劉政は恥じ入って服を替え、沈景はその後に拝礼した。沈景は宮門の外に住み、王を訓導しなかった傅を責めて、その罪を上奏した。順帝は劉政を責め、傅を厳しく問いつめる詔書を下した。沈景は姦人たちを逮捕してその罪を上申し、最も凶悪な数十人を処刑し、冤罪で獄にあった100人あまりを釈放した。劉政は態度を改め、前過を悔いて自ら修養するようになった。
132年（陽嘉元年）、劉政の弟13人が亭侯に封じられた。141年（永和6年）3月乙巳、劉政は死去した。子の河間貞王劉建が後を嗣いだ。

## 伝記資料
- 『後漢書』巻55 列伝第45